# 바렛 스와텍
바렛 스와텍(Barret Swatek, 1977년 3월 3일 ~ )은 미국의 배우, 텔레비전 배우, 영화배우이다.
버밍햄에서 태어났다.

## 영화
- 배리 먼데이 (2010년)
- 하이 스쿨 (2010년)
- 40살까지 못해본 남자 (2005년)
- 제7의 천국 (1996년)